# Без назви (фільм)
«Без назви» — кінофільм режисера Джонатана Паркера, який вийшов на екрани в 2009 році.

## Зміст
Світ сучасного мистецтва настільки безмежний, що назви творам в ньому часто придумати досить складно. Почуття, що виникли у героїв фільму, деякі назвали б любов'ю, але таке визначення занадто несучасне для цих яскравих представників новаторського жанру. Вона завідує галереєю в Челсі, де недавня виставка з використанням опудал тварин і кухонного начиння наробила багато галасу. Він - ексцентричний композитор, чиї твори, виконувані за допомогою відра з ланцюгами, шелесту паперу і битого скла теж вважаються гучними. Їхні стосунки незабаром піддадуться випробуванню через конфлікт інтересів, коли власник галереї - брат композитора - вирішить продати збиткову справу великій корпорації.

## Ролі
| Актор             | Роль      |
| ----------------- | --------- |
| Адам Голдберг     | -         |
| Марлі Шелтон      | -         |
| Єйон Бейлі        | -         |
| Люсі Панч         | -         |
| Вінні Джонс       | Рей Барко |
| Зак Орт           | -         |
| Птолемі Слокам    | -         |
| Майкл Пейнс       | -         |
| Світлана Єфремова | -         |
| Марселін Хьюго    | -         |

## Знімальна група
- Режисер — Джонатан Паркер
- Сценарист — Кетрін ДіНаполі, Джонатан Паркер
- Продюсер — Кетрін ДіНаполі, Метт Любер, Андреас Олаварія
- Композитор — Девід Ленг